# Marion McCarthy
Marion McCarthy, född 10 augusti 1907 i Edmonton och död 21 augusti 1987 i Los Angeles, var en kanadensisk hastighetsåkare på skridskor. Han deltog vid olympiska spelen i Lake Placid 1932 på 10 000 meter, men slutförde aldrig loppet.